# Tetropium gracilicorne
Tetropium gracilicorne är en skalbaggsart som beskrevs av Edmund Reitter 1889. Tetropium gracilicorne ingår i släktet Tetropium och familjen långhorningar.
Artens utbredningsområde är Kazakstan. Inga underarter finns listade i Catalogue of Life.